# アドルフ・フレンケル

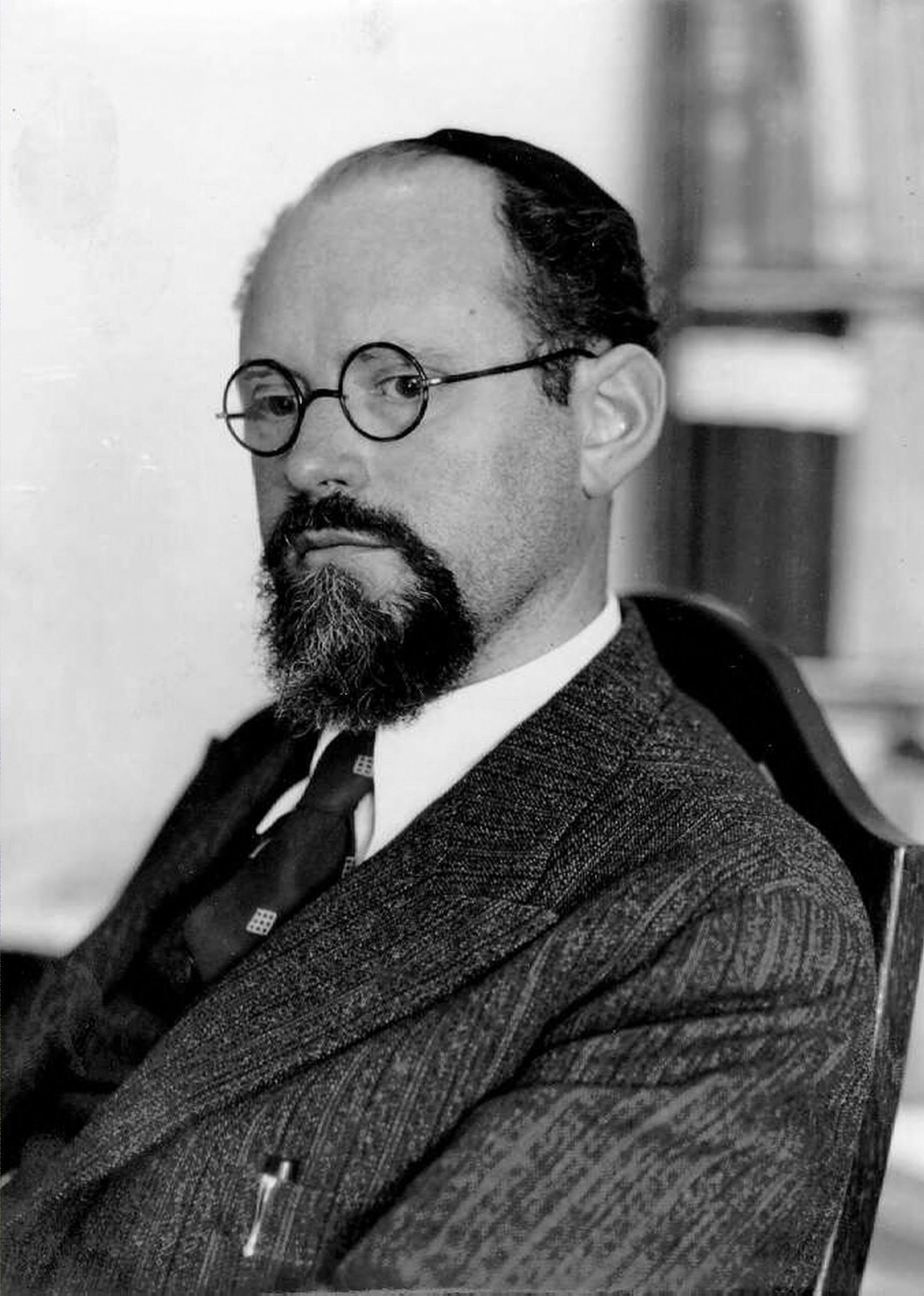
アドルフ・フレンケル

アドルフ・アブラハム・ハレヴィ・フレンケル（Adolf Abraham Halevi Fraenkel, 1891年2月17日 - 1965年10月15日）は、ドイツ出身でイスラエルに移住したユダヤ系の数学者。

## 経歴
ミュンヘンに生まれ、ミュンヘン大学、ベルリン大学、マールブルク大学、ブレスラウ大学で数学を学び、1922年にマールブルク大学教授となった。1928年にはキール大学に移ったが、彼は熱烈なシオニストであったことから、すぐに新設間もないエルサレムのヘブライ大学に移り、ここで後半生を送った。
最初のテーマはp進数と環論であったが、最もよく知られた仕事は公理的集合論で、その最初の論文は1919年に発表された。1922年と1925年にはエルンスト・ツェルメロの公理系の改良を目指した論文を発表し、これは今日ツェルメロ・フレンケルの公理系 (ZF) と呼ばれている。また数学史にも関心を持ち、カール・フリードリヒ・ガウスの代数学に関する著書やゲオルク・カントールの伝記を書いている。1956年にイスラエル賞、1962年にロスチャイルド賞受賞。
エルサレムにて没。